# Charles Danne
Charles Danne, né à Caen le 14 décembre 1866 et mort à Dijon le 18 avril 1947, est un architecte français.

## Biographie
Charles Arsène Danne est aux Beaux-Arts de Paris l'élève de Léon Ginain, promotion 1891.
Il est professeur à l'École des beaux-arts de Dijon entre 1897 et 1932, architecte de l'administration des PTT de 1923 à 1938, membre de la Société centrale des architectes français. 
Il devient membre de l'Académie d'architecture en 1910 . 
Il reçoit en 1919 la « grande médaille d'argent de l'architecture privée » décernée par la Société centrale des architectes français dont le rapporteur du jury, Albert Louvet, déclare que Charles Danne était « de ceux qui menaient le bon combat pour la décentralisation et qui embellissaient nos provinces de constructions intéressantes parfaitement adaptées à la région ».
Domicilié au no 29 du boulevard Carnot à Dijon (immeuble dont-il est l'architecte), il est nommé Chevalier de la Légion d'honneur le 2 avril 1938 par Gaston Ernest, Architecte de l'Administration des Postes et Télégraphes, adjoint du maire du 16e arrondissement de Paris .

## Œuvres
- Maison, située au no 12 rue Michel-Servet à Dijon, en 1901[7].
- L'hôtel de la Caisse d'épargne à Langres, en 1904.
- Immeuble de style Art nouveau, situé au no 29 du boulevard Carnot à Dijon, en 1905[8].
- Maison de style Art nouveau, située au no 8 de la rue Charles Dumont à Dijon, en 1908 [9].
- La bourse du travail de style Art déco [10], situé aux no 15-17 rue du Transvaal à Dijon, entre 1924 et 1927[11].
- Maison située au 10 cours du Parc et au no 1 rue Ernest-Bailly à Dijon, en 1926[12].
- L'hôtel des postes d'Autun, en 1928[13].
- L'hôtel des postes de Paray-le-Monial, en 1929[14].
- L'extension de l'Hôtel des Postes de Dijon, entre 1927 et 1932[15].
- La moutarderie Parizot, impasse Bizot à Dijon, en 1933[16].
- Le bureau de postes de Genlis, en 1933[17].
- L'hôtel des postes de Louhans, entre 1933 et 1934[18].
- Le bureau de poste d'Appoigny, en 1934[19].
- L'hôtel des postes de la place de la Résistance à Châtillon-sur-Seine, entre 1934 et 1936[20].

## Galerie

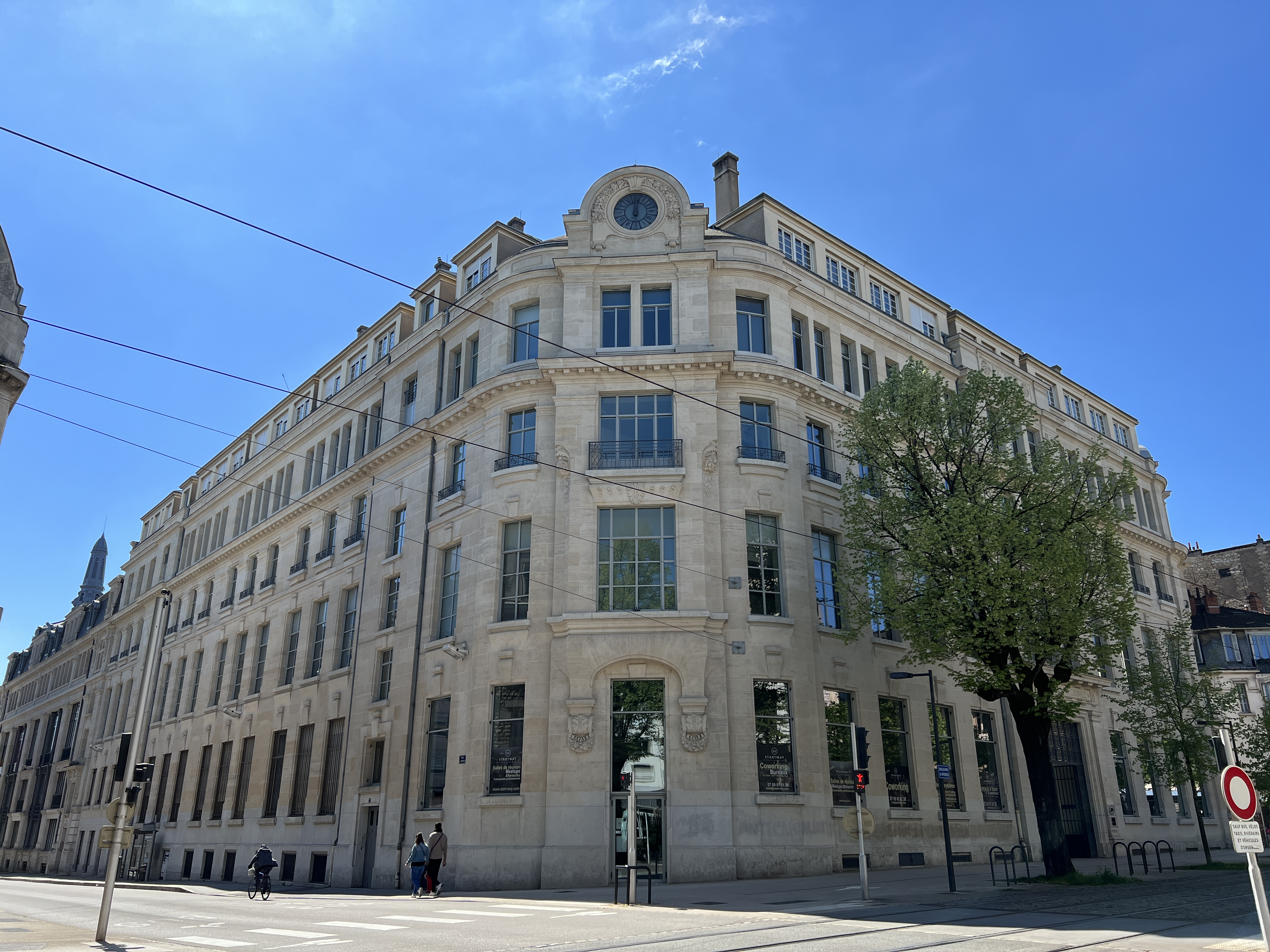
Extension de l'hôtel des postes